# Estadio 8 de Mayo de 1945
El Estadio 8 de Mayo de 1945 (en árabe: ملعب 8 ماي 1945) es un estadio multiusos ubicado en la ciudad de Sétif en Argelia. Se usa principalmente para la práctica del fútbol y de atletismo y posee una capacidad para 20 000 espectadores. Es el estadio de los dos principales clubes de la ciudad, el Entente Sportive de Sétif y el Union Sportive Madinet Sétif que disputan el Championnat National de Première Division.
El nombre del estadio recuerda el 8 de mayo de 1945, día de los hechos conocidos como las Masacres de Sétif y Guelma.